# ريتا بهادوري
ريتا بهادوري هي ممثلة هندية، ولدت في 4 نوفمبر 1955 في الهند، وتوفيت في 17 يوليو 2018 بسبب قصور كلوي.

## وصلات خارجية
- ريتا بهادوري على موقع IMDb (الإنجليزية)
- ريتا بهادوري على موقع قاعدة بيانات الفيلم (الإنجليزية)